# Nigerijská kuchyně

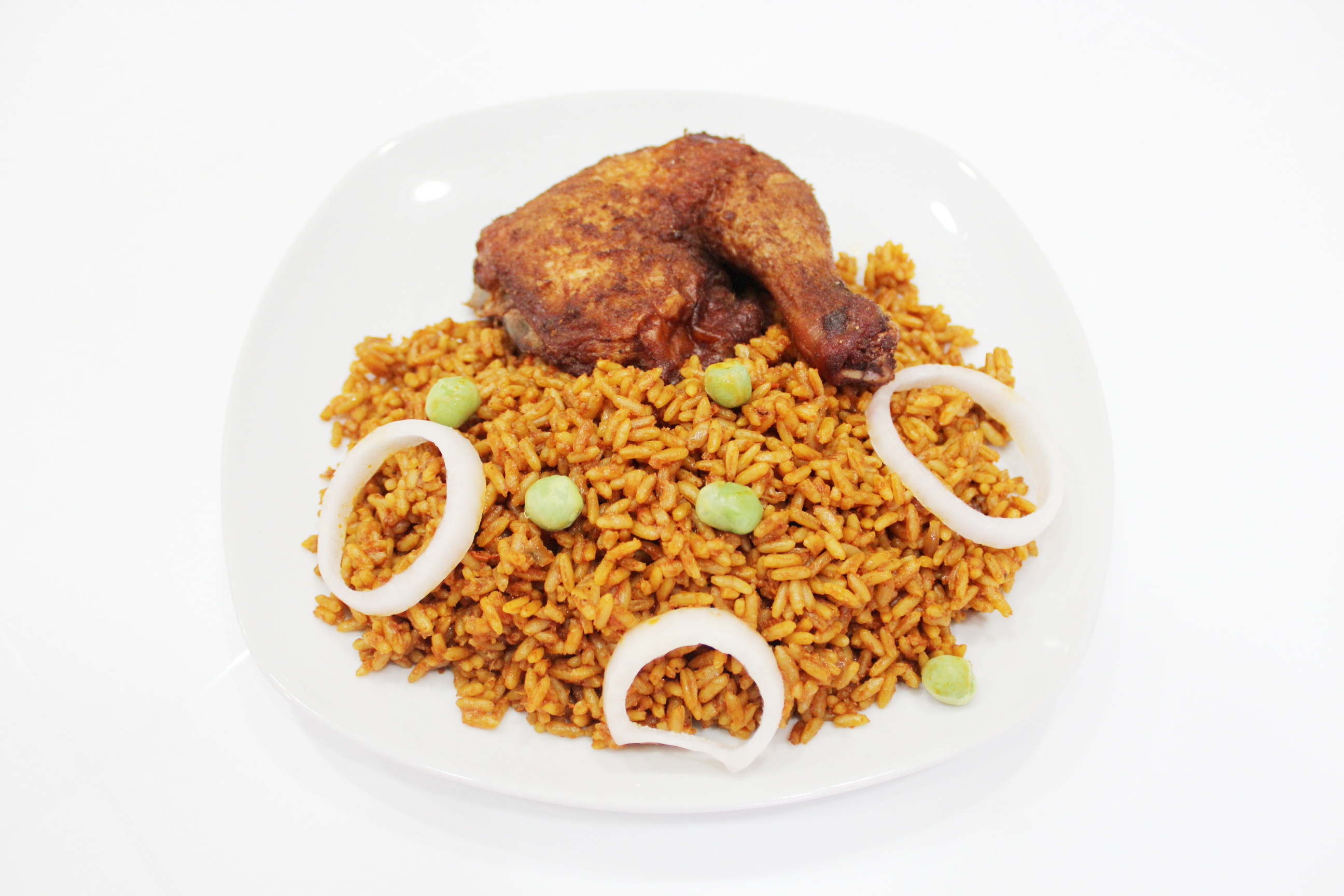
Jollof rice

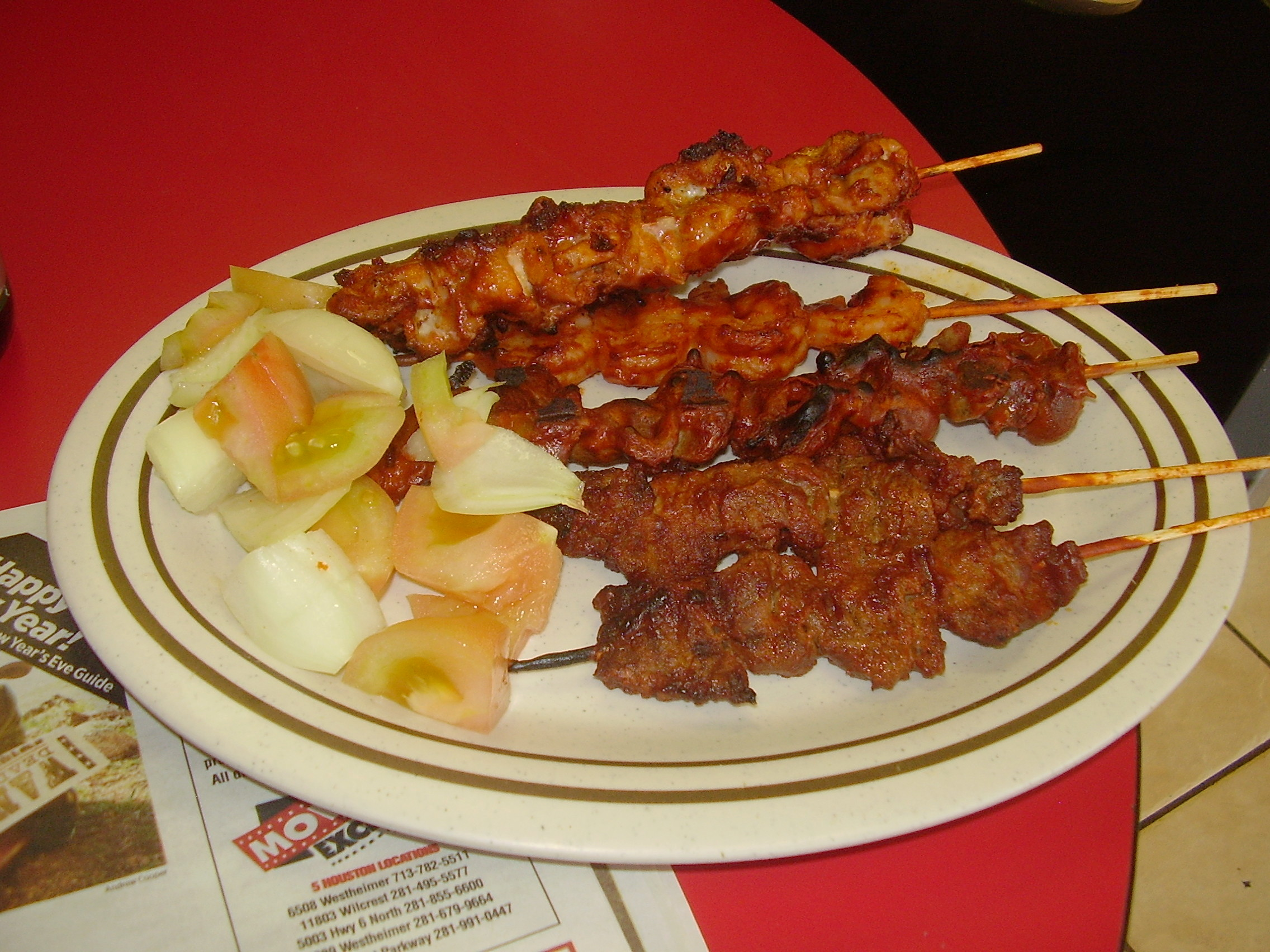
Suya

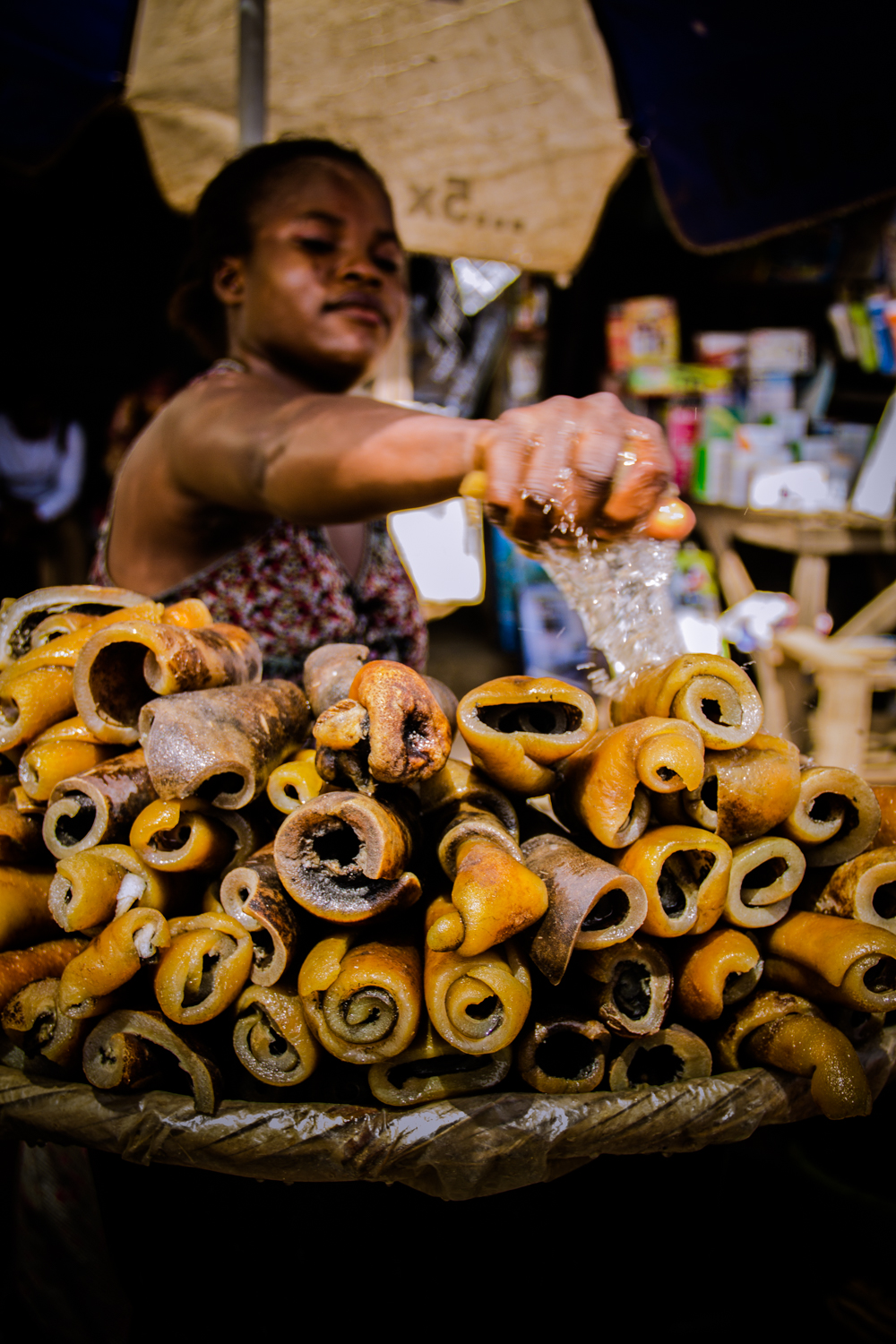
Ponmo (kravské kůže)

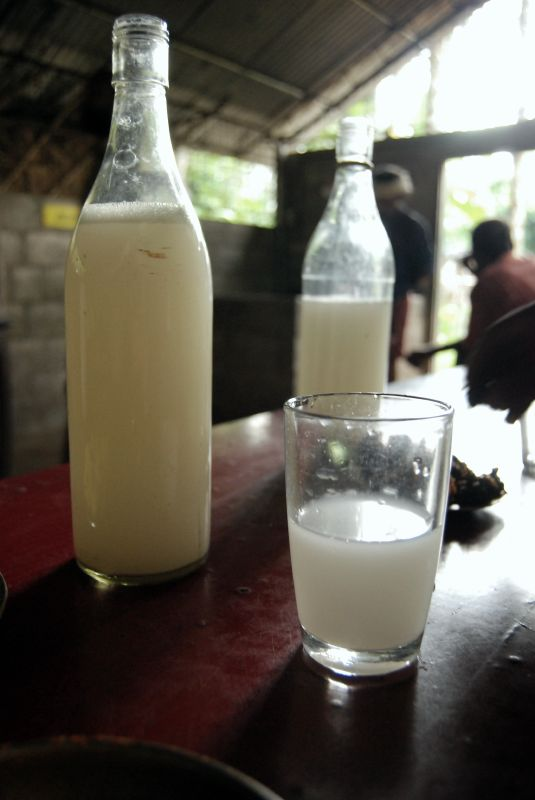
Palmové víno

Kuchyně Nigérie sestává z mnoha pokrmů mnoha různých etnických skupin co v Nigérii žijí. Je podobná kuchyním ostatních států západní Afriky (jako je Ghana nebo Togo). Základní potravinou Nigérie jsou batáty (sladké brambory), hojně se užívají různá koření, bylinky, plantainy, arašídy a olej (především palmový nebo arašídový). Pouliční prodejci často rádi připravují jídlo na způsob barbecue.
Jako příloha jsou běžné fufu, kukuřičné placky rozšířené po celé Africe.

## Příklady nigerijských pokrmů
- Různé pokrmy z rýže. Rýže je v Nigérii poměrně rozšířená, používají se jako příloha a připravují se z ni různé pokrmy jako například kokosová rýže (rýže vařená s kokosovým mlékem) nebo různé druhy smažené rýže, kdy se rýže smaží s kořením, zeleninou a často i masem nebo různými plody moře (například jollof rice).[1]
- Pate, pokrm z oblasti severozápadní Nigérie. Základem pokrmu bývá sušená kukuřice, rýže nebo rosička útlá, dále se přidávají další ingredience, například špenát, lilek, rajčata, cibule, paprika, karob, arašídy nebo mleté maso.[2]
- Akara, nigerijský street-food rozšířený také v Brazílii, jedná se o smažené placičky z fazolí.
- Moin moin, slaný fazolový pudink ochucený cibulí a chilli.
- Ewa agoyin, fazolová kaše, často ochucená chilli. Někdy se podává s račím masem. Typická především pro Lagos a jižní Nigérii obecně.
- Suya, nigerijský špíz. Typicky bývá z kuřecího, skopového nebo hovězího masa, často se používají i vnitřnosti (ledviny, játra) nebo dršťky. Maso bývá marinované v marinádě zvané yaji. Je to pokrm typický pro sever Nigérie.
- Kilishi, sušené maso (jerky) typické pro kmen Hausů. Jedná se o velké (někdy až 1 metr) pláty masa (nejčastěji hovězí, skopové nebo kozí), které jsou ochuceny pastou z arašídů zvanou labu.
- Ponmo, zvířecí kůže[3]
- Maafe, arašídová omáčka.
- Smažené plantainy
- Funkaso, palačinky z prosa
- Àmàlà, jorubský pokrm z batátů, používaný na výrobu polévek
- Ogi, fermentovaná kaše z kukuřice, čiroku nebo prosa
- Chin chin nebo puff puff, fritovaný zákusek podobný koblize.
- Kokoro, smažený zákusek z kukuřičné mouky smíchané s čirokem nebo batáty.
- Masový koláč, koláč plněný masem, převzatý z britské kuchyně.
- Různé sladkosti, často vyráběné z kokosu nebo plantainu.

### Polévky
Nigérie je známa svými polévkami, mezi nejznámější patří hauská polévka miyan kuka ze sušené okry a listů baobabů, peppersoup z chilli, masa a muškátového oříšku, afang ze zeleniny, ryb a račího masa a mnohé další.

## Nigerijské nápoje
Mezi nejčastější nápoje patří kunu (severonigerijský nápoj z prosa, kukuřice nebo čiroku), ibiškový džus nebo sójové mléko.
Z alkoholických nápojů je rozšířené palmové víno (ze kterého se dá dělat pálenka zvaná ogogoro). Mezi hlavní nigerijské pivovary patří gulder a star.